# Canadian Rockies

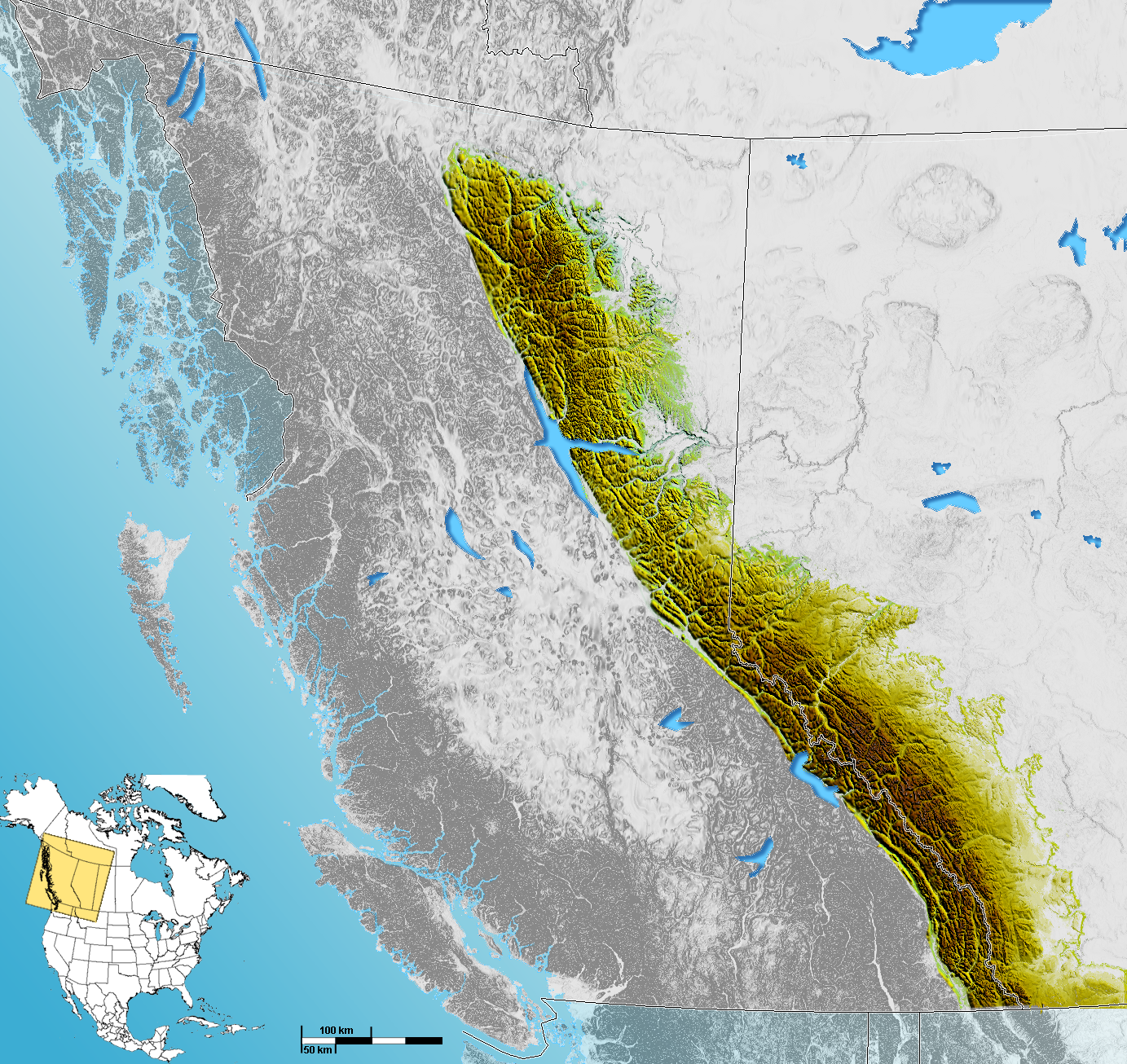
Mapa

Canadian Rockies és el nom en anglès de la part de les muntanyes Rocoses que es troba a l'est de la Canadian Cordillera (o Muntanyes Rocoses del Canadà), estenenent-se des de les Interior Plains d'Alberta fins a la Rocky Mountain Trench de la Colúmbia Britànica. El límits sud són Idaho i Montana als Estats Units. El límit nord és el Riu Liard en el nord de la Colúmbia Britànica.
La part de les Muntanyes Rocoses del Canadà tenen nombrosos pics alts com el Mont Robson (de 3.954 m d'alt) i el Mont Columbia (3.747 m). Les Canadian Rockies estan compostes de roques sedimentàries, pissarres i pedra calcària (en canvi la resta de les Muntanyes Rocoses està composta de roques metamòrfiques). Gran part d'aquesta serralada està protegida per parcs i és un lloc Patrimoni de la Humanitat.

## Geografia
Els Canadian Rockies són la part més a l'est de la Canadian Cordillera, que és el nom col·lectiu per les muntanyes de l'Oest del Canadà (Western Canada) 
Contràriament a la concepció popular, els Canadian Rockies no s'estenen al nord fins dins del Yukon o Alaska o a l'oest dins la British Columbia central. Al nord del riu Liard, les Muntanyes Mackenzie, les quals són una serralada diferent, formen un tros de la frontera entre el Yukon i els Northwest Territories. Les serralades a l'oest del Rocky Mountain Trench a la part sud de British Columbia s'anomenen les Columbia Mountains, i no es considera que formin part de les Rocoses pels geòlegs del Canadà.